# 요시나가 쇼이
요시나가 쇼이(일본어: 吉永 昇偉, 2000년 4월 8일~)는 일본의 축구 선수이다.

## 구단 경력
그는 2019년 J2리그의 오미야 아르디자에 입단했다. 2021년 더스파구사쓰 군마로 임대 이적했다. 2022년 오미야 아르디자로 복귀했다. 오미야 아르디자에서 27경기에 출전하여, 1득점을 넣었다. 2023년 J3리그의 에히메 FC로 이적했다. 2024년 테게바자로 미야자키로 이적했다.